# بتر تلقائي
البتر التلقائي هو الانفصال التلقائي (البتر) للزوائد أو عضو من الجسم. لا ينبغي الخلط بين هذا والبتر الذاتي. عادة ما يكون بسبب تدمير الأوعية الدموية التي تغذي الأطراف مثل أطراف الأصابع. بمجرد تدمير الأوعية الدموية يتضور النسيج جوعا من نقص الأكسجين ثم يموت وغالبًا ما يتبع ذلك الغرغرينا. البتر التلقائي هو سمة من سمات مرض أينوم ‏ ووجود الغلوبيولينات البردية في الدم  ومرض بورغر. في عام 1881، قدّم ثورنتون حالة البتر التلقائي.  يمكن أن يكون البتر التلقائي نتيجة للحالات الشديدة من بعض الجروح المزمنة مثل قضمة الصقيع، وقد تكون هذه الجروح المزمنة ناتجة عن بعض الأمراض الوعائية والمسببة لأمراض أخرى مثل مرض بورغر أو ظاهرة رينود. يمكن أيضًا لداء السكري غير المنضبط أن يهيّئ المرء للبتر التلقائي ومع ذلك فقد تم وصفه بالعفوية. وغالبًا ما ارتبط بأصابع اليدين والقدمين لكن يمكن لأجزاءٍ أخرى من الجسم أن تعاني من هذه الحالة أيضًا. أُبلِغ عن حالات حدوث طفح تلقائي في المبيض عند حديثي الولادة وأيضًا في مبايض ناضجة عند البالغين، كما تم تقرير بأن البتر التلقائي يؤثر على أطراف الأصابع. على الرغم من أنه غالبًا ما يُنظر إلى هذا المرض على أنه مرض مكتسب إلا أنه قد يكون خلقيًا أيضًا. ينسب الالتواء المزمن أو التأخير في تشخيص الالتواء اللاصق الحاد كأسباب للبتر التلقائي المكتسب.

## أنواع البتر التلقائي
على الرغم من أنه يتم الكشف عن حقائقه وتحليلها إلا أنه يمكن تصنيف البتر التلقائي على أنه حاد أو تحت الحاد أو مزمن. يتميز البتر الذاتي الحاد بنخر الورم، ويصاحب ذلك عدم كفاية إمداد القلب وأجزاء الجسم الأخرى بالدم (نقص التروية) مما يؤدي إلى تنكس الخلايا وهي حالة تعرف بالضمور. يظهر التورم التلقائي المزمن أو تحت الحاد في ارتباط الورم بالخلايا الأخرى المحيطة به، وهناك احتمال نادر أن ينفصل الورم عن عنقه.